# Agrupamento de escolas
O agrupamento de escolas é uma unidade organizacional do sistema educativo de Portugal, dotada de órgãos próprios de administração e gestão, constituída por estabelecimentos de educação pré-escolar e de um ou mais níveis e ciclos de ensino, a partir de um projecto pedagógico comum.

## Finalidades
Favorecer um percurso sequencial e articulado dos alunos abrangidos pela escolaridade obrigatória numa dada área geográfica;
Superar situações de isolamento de estabelecimentos e prevenir a exclusão social;
Reforçar a capacidade pedagógica dos estabelecimentos que o integram e o aproveitamento racional dos recursos;
Garantir a aplicação de um regime de autonomia, administração e gestão, nos termos determinados;
Valorizar e enquadrar experiências em curso.

## Critérios
A constituição de agrupamentos de escolas considera, entre outros, critérios relativos à existência de projectos pedagógicos comuns, à construção de percursos escolares integrados, à articulação curricular entre níveis e ciclos educativos, à proximidade geográfica, à expansão da educação pré-escolar e a reorganização da rede educativa.
Cada um dos estabelecimentos 	que integra o agrupamento de escolas mantém a sua identidade e denominação próprias, recebendo o agrupamento uma designação que o identifique, nos termos da legislação em vigor.
O agrupamento de escolas integra estabelecimentos de educação e de ensino de um mesmo concelho, salvo em casos devidamente justificados e mediante parecer favorável das autarquias locais envolvidas.
No processo de constituição de um agrupamento de escolas deve garantir-se que nenhum estabelecimento fique em condições de isolamento que dificultem uma prática pedagógica de qualidade.

## Criação
“Compete ao diretor regional de Educação, ouvidos o Departamento de Avaliação, Prospectiva e Planeamento, do Ministério da Educação, os municípios e os órgãos de gestão das escolas envolvidos, apresentar propostas de criação de agrupamentos para integração de estabelecimentos da educação pré-escolar e do ensino básico, incluindo postos do ensino básico mediatizados de uma área geográfica (...)” (Decreto-Lei n 115-A/98)